# Uncut Dope
Uncut Dope: Geto Boys' Best è una raccolta del gruppo hip hop statunitense Geto Boys, pubblicata nel 1992.
| Recensione                    | Giudizio |
| ----------------------------- | -------- |
| AllMusic                      | [ 1 ]    |
| The Rolling Stone Album Guide | [ 2 ]    |

## Tracce
1. Do It Like It G.O. – 4:36
2. Assassins – 5:11
3. Mind of a Lunatic – 5:26
4. Mind Playin' Tricks on Me – 5:11
5. Size Ain't Shit – 3:42
6. The Unseen – 3:36
7. Balls and My Word – 3:49
8. Scarface – 5:06
9. Action Speaks Louder than Words – 5:53
10. Dam It Feels Good to Be a Gangsta – 5:10
11. Chuckie – 3:48
12. Gotta Let Tham Hang – 4:08

## Classifiche

### Classifiche settimanali
| Classifica (1992)         | Posizione massima |
| ------------------------- | ----------------- |
| Stati Uniti               | 147               |
| US Top R&B/Hip-Hop Albums | 31                |